# Jean-Luc Marion
Jean-Luc Marion (Meudon, Frankrijk, 3 juli 1946) is een van de meest vooraanstaande Franse filosofen van dit moment. Hij is een leerling van Hans Urs von Balthasar en Jacques Derrida. Zijn werk is sterk beïnvloed door René Descartes, Martin Heidegger en Edmund Husserl en kan getypeerd worden als een fenomenologie met (katholiek-) theologische accenten. Marion combineert zijn filosofische onderzoekingen met een brede kennis van de patristische en mystieke theologie.  
Naast zijn academisch werk, trekt Marion vooral de aandacht vanwege zijn expliciet religieus werk. In zijn boek Dieu sans l'être analyseert hij de idolatrie en het ontologische godsbeeld. Dit thema wordt in later werk positief uitgewerkt door een analyse van het zijn als wezenlijk gekenschetst door liefde (in Le phénomène érotique) en gegevenheid (in Etant donné). Marion is hoogleraar Filosofie aan de Université Paris-Sorbonne (Paris IV) en de University of Chicago Divinity School. Hij ontving in 2005 een eredoctoraat van de Universiteit Utrecht. In 2008 werd hij gekozen tot lid van de uiterst prestigieuze Académie française.

## Werken (selectie)
in het Frans
- Au lieu de soi. L'approche de Saint Augustin. Presses univ. de France, Paris 2008, ISBN 978-2-13-054407-4.
- De surcroît. Études sur les phénomènes saturés. Presses univ. de France, Paris 2001, ISBN 2-13-050913-4.
- Dieu sans l'être. 2. Aufl. Presses univ. de France, Paris 1991, ISBN 2-13-052968-2.
- Etant donné. Essai d'une phénoménologie de la donation. 3. Aufl. Presses univ. de France, Paris 2002, ISBN 2-13-054553-X.
- L'idole et la distance. Cinq études. 2e druk. Grasset, Paris 1989, ISBN 2-246-42272-8.
- Le phénomène érotique. Six méditations. Grasset, Paris 2003, ISBN 2-246-55091-2.
- Prolégomènes à la charité. 2e druk. Edition de la difference, Paris 1991, ISBN 2-7291-0666-9.
- Questions cartésiennes. Presses univ. de France, Paris 1991 ff

1. Méthode et métaphysique. 1991, ISBN 2-13-043627-7.
2. L'ego et Dieu. 2. Aufl. 2002, ISBN 2-13-047867-0.

- Réduction et donation. Recherches sur Edmund Husserl, Martin Heidegger et la phénoménologie. 2e druk. Presses univ. de France, Paris 2004, ISBN 2-13-054554-8.
- Sur l'ontologie grise de René Descartes. Science cartésienne et savoir aristotélicien dans les „Regulae“. 4e druk. Grasset, Paris 1989, ISBN 2-7116-0549-3.
- Le visible et le révélé. Edition du Cerf, Paris 2005, ISBN 2-204-07898-0.

in het Engels
- God Without Being, University of Chicago Press, 1991.
- Reduction and Givenness: Investigations of Husserl, Heidegger and Phenomenology, Northwestern University Press, 1998.
- Cartesian Questions: Method and Metaphysics, University of Chicago Press, 1999.
- On Descartes' Metaphysical Prism: The Constitution and the Limits of Onto-theo-logy in Cartesian Thought, University of Chicago Press, 1999.
- The Idol and Distance: Five Studies, Fordham University Press, 2001.
- Being Given: Toward a Phenomenology of Givenness, Stanford University Press, 2002.
- In Excess: Studies of Saturated Phenomena, Fordham University Press, 2002.
- Prolegomena to Charity, Fordham University Press, 2002.
- The Crossing of the Visible, Stanford University Press, 2004.
- Descartes' Grey Ontology: Cartesian Science and Aristotelian Thought in the Regulae, St. Augustine's Press, 2006.
- The Erotic Phenomenon: Six Meditations, University of Chicago Press, 2006.
- On the Ego and on God, Fordham University Press, 2007.
- Descartes' White Theology, Saint Augustine's Press, Translation in process.

- Bibsys: 90372242
- Biblioteca Nacional de España: XX1017073
- Bibliothèque nationale de France: cb11914608f (data)
- Catàleg d'autoritats de noms i títols de Catalunya: 981058511909606706
- CiNii: DA00901183
- Gemeinsame Normdatei: 119519682
- International Standard Name Identifier: 0000 0001 2147 0712
- Library of Congress Control Number: n83014760
- Nationale Bibliotheek van Letland: 000106232
- Bibliotheek van het Japanse parlement: 00471057
- Nationale Bibliotheek van Tsjechië: jn20020307001
- Nationale bibliotheek van Australië: 36506485
- Nationale Bibliotheek van Israël: 987007265057305171
- Nationale en Universitaire bibliotheek Zagreb: 000105081
- Nederlandse Thesaurus van Auteursnamen: 068415370
- Réseau des bibliothèques de Suisse occidentale: 02-A003562499
- Istituto Centrale per il Catalogo Unico: MILV074950
- LIBRIS: 380583
- SNAC: w61m1r8d
- Système universitaire de documentation: 027010422
- Trove: 1263102
- Virtual International Authority File: 108620041
- WorldCat: E39PBJvMCRHYyX8fTjjbqVjKVC